# Туфаријело (Беневенто)
Туфаријело је насеље у Италији у округу Беневенто, региону Кампанија.
Према процени из 2011. у насељу је живело 127 становника. Насеље се налази на надморској висини од 206 м.